# Carl Wilhelm von Ludolf
Carl Wilhelm von Ludolf (Erfurt, 1754 – Vienna, 1803) è stato un diplomatico, orientalista e nobile austriaco.

## Biografia
Carl Wilhelm era figlio del conte Wilhelm von Ludolf (1717–1789), diplomatico per conto del regno di Napoli presso l'Impero ottomano. Fu proprio per la professione del padre che il giovane Wilhelm iniziò a sviluppare una forte passione per l'oriente e per la lingua araba e persiana che apprese con notevole facilità.
Come molti altri membri della famiglia, anche Carlo Wilhelm intraprese la carriera diplomatica al servizio dell'impero: dal 1789 al 1795 fu ambasciatore imperiale in Svezia, mentre dal 1795 al 1801 ricoprì la medesima carica in Danimarca.
Nel febbraio 1800 pubblicò dei suoi campioni di traduzione incompiuti dallo Shāh-Nāmeh sulla rivista letteraria "Neuer Teutscher Merkur" . Fu un membro degli Illuminati. Un suo ritratto venne eseguito da Heinrich Friedrich Füger ed è oggi conservato al Herzog Anton Ulrich-Museum di Braunschweig, in Germania.
Nel 1801 si ritirò a vita privata e morì a Vienna nel 1803.
Nel 1789 sposò Friederike Luise von Closen-Heidenburg (1764-1820), già vedova di Johann Christian von Hofenfels, morto nel 1787.